# Phyllocnistis cornella
Phyllocnistis cornella is een vlinder uit de familie van de mineermotten (Gracillariidae). De wetenschappelijke naam van de soort werd voor het eerst geldig gepubliceerd in 1987 door Ermolaev.